# Timeliopsis fulvigula
Timeliopsis fulvigula là một loài chim trong họ Meliphagidae.